# Katya Adler
Pour les articles homonymes, voir Adler.
Michal Katya Adler (née le 3 mai 1972) est un journaliste britannique. Elle est rédactrice en chef Europe de la BBC depuis 2014.

## Jeunesse
Adler est née le 3 mai 1972 à Hampstead, au nord de Londres, de parents allemands,. Elle fréquente l'école secondaire indépendante et payante de South Hampstead. Elle étudie ensuite l'allemand et l'italien à l'Université de Bristol. Au cours de son cursus, au cours de son année à l'étranger, elle effectue un certain nombre de stages, notamment à Blue Danube Radio, Reuters, NBC en Turquie et dans les bureaux de Rome du Times. Pendant ses études universitaires, Adler est présidente de la société politique et a lancé son magazine. Elle obtient son diplôme en 1995. L'un de ses sujets de thèse est la dénazification.

## Carrière
Après avoir obtenu son diplôme, Adler travaille d'abord brièvement pour le Times avant de déménager à Vienne en août 1995 pour travailler pour Mondial Congress, un organisateur de congrès internationaux,. Elle commence à travailler comme correspondante pour la chaîne publique nationale autrichienne ORF à la fin 1995, réalisant des reportages au niveau local puis international depuis le Kosovo, l'Europe de l'Est et à travers l'Asie du Sud-Ouest et l'Afrique du Nord.
Adler rejoint la BBC à Vienne en 1998, où elle couvre les affaires autrichiennes et d'Europe centrale. Après être devenue correspondante de la BBC à Berlin pendant une courte période, à partir de 2000, elle est basée à Londres pour le BBC World Service, présentant l'actualité européenne et se rendant chaque semaine à Berlin pour travailler comme présentatrice pour la Deutsche Welle.
À partir d'août 2003, elle est correspondante de la BBC à Madrid, voyageant à travers l'Europe, l'Asie du Sud-Ouest et l'Afrique du Nord pour couvrir des sujets tels que la mort du pape Jean-Paul II et du dirigeant palestinien Yasser Arafat dans un hôpital parisien. Adler couvre également les attentats à la bombe dans les trains de Madrid. Elle reconnaît dans une interview en 2019 qu'elle avait menti sur sa capacité à parler espagnol pour obtenir le poste de correspondante à Madrid. Adler apprend alors la langue en écoutant la radio politique espagnole et les feuilletons mexicains.
À partir décembre 2006, Adler est la correspondante de la BBC au Moyen-Orient, basé à Jérusalem mais couvrant plusieurs territoires de région : Gaza, la Cisjordanie, le Liban, la Syrie, la Jordanie et la Libye. Durant cette période, elle était également présentatrice ou intervieweuse occasionnelle sur HARDtalk.
Adler a également présenté un certain nombre de documentaires d'une heure, tels que Mexico's Drug Wars pour BBC2. Son film Spain's Stolen Babies a été finaliste pour un prix RTS en 2012.
Fin avril 2014, elle est nommée rédactrice en chef Europe de la BBC, en remplacement de Gavin Hewitt. Sa nomination est controversée car son profil LinkedIn indique que depuis 15 ans, elle anime régulièrement des conférences pour plusieurs clients, dont l'Union européenne. Cela suscite des critiques de la part des députés du Parti conservateur, dont Andrew Bridgen et Philip Davies. Davies déclare : « cette relation étroite entre la BBC et la Commission européenne porte gravement atteinte à votre intégrité éditoriale et à votre capacité à rendre compte des sujets de manière strictement objective ». Dans sa réponse écrite, la BBC précise qu'Adler travaillait à l'époque en tant que travailleuse indépendante pour la BBC et un certain nombre d'autres organismes de radiodiffusion et qu'en 19 ans, elle n'a été payée que pour présider un événement européen en 2005, invité par la présidence britannique et non par Commission européenne.
Début février 2017, la BBC diffuse un documentaire d'Adler intitulé After Brexit: the Battle for Europe dans lequel elle examine les défis croissants auxquels l'Union européenne sera confrontée au cours des prochaines années. En juin 2017, Adler devient l'une des quatre présentateurs de Brexitcast, un podcast de la BBC couvrant le Brexit. En septembre 2019, Brexit Newscast est devenu un programme régulière sur BBC One, généralement après Question Time, à partir de décembre 2020.
En 2019, Adler est payée entre 205 000 £ et 209 999 £, ce qui la place sur la liste des personnels d'information et d'actualité les mieux payés de la BBC.

### Autres programmations et apparitions
Bien qu'Adler soit principalement journaliste d'information, en juillet 2023, elle commence à présenter les BBC Proms à la télévision,,. Adler rejoint les présentateurs Clive Myrie et Huw Edwards, ainsi que l'ancienne présentatrice Katie Derham, dans la présentation des titres.

## Critique de Michael Gove
En septembre 2020, la BBC retient partiellement une plainte contre Adler après qu'elle a envoyé une série de tweets le 28 avril déclarant qu'une « observation » avancée par le ministre du Cabinet Michael Gove était « délirante ». Gove avait déclaré que « la crise du COVID, à certains égards, devrait attirer l'attention des négociateurs de l'UE » ("the COVID crisis, in some respects, should concentrate the minds of EU negotiators"). En outre, l’analyse d’Adler a également modifié les mots de Gove, changeant le terme « should » (devrait) en « will » (indiquant que l'action va se dérouler dans le futur) dans ses tweets. Le médiateur de la BBC a statué que même si Adler avait étayé son opinion par des preuves détaillées et avait le droit de l'énoncer, son utilisation du mot « délirant » portait atteinte à la ligne directrice de « jugements professionnels, étayés par des preuves »,.

## Prix
Adler reçoit des doctorats honorifiques de l'Université de Bristol (LL. D) et l'Université de Londres (D.Lit) en juillet 2017,.
Elle reçoit le prix Charles Wheeler pour sa contribution exceptionnelle au journalisme audiovisuel en 2019. Elle est également nommée journaliste audiovisuelle de l'année 2018 par la PSA, Political Studies Association ; Journaliste audiovisuel de l'année 2019 conjointement avec Laura Kuenssberg par le London Press Club ; Listeners Choice Award aux British Podcast Awards 2019 pour le podcast Brexitcast. En 2019, elle a été classée par l' Evening Standard comme l'une des personnes les plus influentes de Londres et par le magazine Politico comme l'une des 20 femmes les plus influentes de Bruxelles en 2017.

## Vie privée
Adler est mariée et a trois enfants. En plus de l'anglais, elle parle allemand, espagnol, italien, français ainsi que des bases d'arabe et d'hébreu.